# Jorge Troiani
Jorge Troiani (Rosario; 3 de diciembre de 1945) es un actor, imitador, humorista, relator deportivo y locutor argentino.

## Carrera
Troiani comenzó su carrera en la década de 1970 gracias a su versatilidad para adaptar su voz a diferentes personalidades de la farándula argentina como José María Muñoz. Arrancó muy joven, a los diecinueve años, haciendo humor en la facultad entre amigos y compañeros.
Se inició en la radio gracias a Délfor Dicásolo con La revista dislocada por Radio Splendid, imitando justamente a Muñoz en un sketch del programa, con un amplio elenco donde estaban Jorge Porcel, Mario Sánchez, Guido Gorgatti, Vicente Rubino, y Raúl Rossi.
En cine debuta con El telo y la tele, una comedia dirigida por Hugo Sofovich, con un amplio elenco. Luego vinieron dos películas con la dúpla Alberto Olmedo - Jorge Porcel con dirección de Enrique Carreras, donde encarnó al soldado Troiani.  Actuó como actor de doblaje en películas como El secreto de sus ojos (ganadora de un Premio Óscar) y  el infantil Metegol en 2013, también nominada a los premios de la academia.
A fines del '80 se dedica a la labor de locutor y relator de fútbol. También fue director técnico del equipo amateur Harrods Gath y Chaves.

## Filmografía
- 2013: Metegol, en la voz de Arístides y Tenuta.
- 2009: El secreto de sus ojos, como la voz relatora de José María Muñoz.
- 1988: Los pilotos más locos del mundo
- 1987: Los colimbas al ataque, como Soldado Troiani.
- 1986: Rambito y Rambón, primera misión, como Soldado Troiani.
- 1985: El telo y la tele, como Empleado del director.

## Televisión
- 1997: Cebollitas.
- 1991: Ritmo de la noche.
- 1988: Feliz Domingo.
- 1983/1987: Mesa de Noticias.
- 1980: Telecataplúm.[5]
- 1974: La tuerca.
- 1970/1973: Telecómicos, en el sketch Los políticos.

## Teatro
- 2019: Humor a la ReFaSi,  junto a Jorge Corona, Juan Acosta y Adriana Soto.
- 2019: La gran revista de Termas, junto a Adriana Aguirre, Tristán, Ricardo García y elenco.
- 2015: Copetín de tango - La Revista, junto a Beatriz Salomón, Juanito Montalvo, Alberto Levar, Abel Córdoba, Néstor Rolán, Carlos Morel y Mónica Cramer Ayos.
- 2014: Humor para todos y... todas - Complejo - Sala "Colette" junto a Noemí Alan, Albertito Olmedo, Sergio "Romerito" Romero, Norma Serein, Tatiana Vázquez, Daiana Romero, Cintia Cerein y Anitha Andrea.
- 2014: El viejo varietté- Teatro Mar del Plata, junto con Beatriz Salomón.
- 2013: El árbol de la vida, con Susana Torales, Luis Perdomo, Victoria Santos y Flavia Maciel.
- 2011: La revista de San Luis, junto a Beatriz Salomón, Adriana Brodsky, Marixa Balli y Chelo Rodríguez.
- 2010: Humor y Glamour en San Luis junto a B. Salomón, Chiqui Abecasis, Chelo Rodriguez, Adriana Chaumont y bailarines.
- 2010: Troianísima, con Veronica Moreti, Chelo Rodríguez, y Matías Villard.
- 2009: A mi juego me han llamado junto a Adriana Brodsky y bailarina Brenda.
- 2005: El viaje del humor junto a Zulma Faiad, Jorge Corona, Marixa Balli, Lisandro Carret y Noelia "La Gata" Martínez.
- 2004/2005:Resistiré con humor junto a Carlos Russo, Carlos Sánchez, Amalia "Yuyito" González, Turco Salomón y Laura Oviedo.[6]
- 1998: Ricos y Fogosos, junto a Silvia Süller, Jorge Corona, Monica Ayos y Romina Gay.
- 1988: Orestes, el Súper, con Alberto Fernández de Rosa, Lita Fuentes y Rubén Stella.
- 1986: Los Blue Jeans - El Show junto a Beto César, Ernesto Segall, Silvia Peyrou, Susana Torales y Juan Alberto Badía.
- 1984: La mejor revista de la cuadra (o La revista del Preceso Pro sexo), con Moria Casán, Mario Castiglione y Romina Gay.
- 1981: ¡Si...fantástica!, con Adriana Aguirre, Alfredo Barbieri, Rudy Chernicoff, Karol Iujas, Tandarica, entre otras.
- 1980: Con Stray, Moria, Gogó y Tristán, la campana hace Tan... Tan, estrenada en el Teatro La Campana en Mar del Plata. Junto a Adolfo Stray, Moria Casán, Gogó Andreu, Tristán, Petty Castillo, Mónica Brando, las hermanas Maggi y el ballet de Adrián Zambelli.
- 1978: Zulma en el Tabarís, junto a Zulma Faiad, Alfredo Barbieri, Camila Perissé, Daniel Guerrero, Los Blue Jeans, Osvaldo Pacheco, Carlos Scazziotta y Giselle Durcal.

## Discografía
- 1978: ¡Vamos Argentina todavía![7]